# Sporazum Karadžić – Filipović
Sporazum Karadžić-Filipović bio je sporazum srpskih predstavnika predvođenih Radovanom Karadžićem i muslimanskih predstavnika predvođenih Muhamedom Filipovićem. Pregovori su se vodili tijekom ljetnih mjeseci 1991., a konačno je potpisan u srpnju 1991. Prvi put je objavljen u Beogradu u 2. kolovoza 1991. godine.

## Povijest
Pregovore je inicirala muslimanska strana koju su predstavljali Muhamed Filipović i Adil Zulfikarpašić, a sa srpske strane pregovarali su Nikola Koljević i Momčilo Krajišnik. Filipović i Zulfikarpašić su započeli pregovore uz punu suglasnost Alije Izetbegovića koji im je dao plan da pregovaramo u ime Muslimana, jer Filipović i Zulfikarpašić nisu htjeli pregovarati bez njegovog mandata, dok je srpske predstavnike ovlastio Radovan Karadžić, koji je i sam sudjelovao u prvom razgovoru prilikom otpočinjanja pregovora. Na otvaranju pregovora početkom srpnja 1991. sudjelovala je i Biljana Plavšić.
Razlog iniciranja pregovora bilo je stanje raspada SFR Jugoslavije iz koje su već otišli Hrvatska, Makedonija i Slovenija. Muslimanska strana željela je urediti odnose SR Bosne i Hercegovine s ostatkom Jugoslavije i osigurati punu ravnopravnost Muslimana sa Srbima, odnosno Crnogorcima u novoj državi, u kojoj su imali namjeru ostati i zbog muslimanske manjine u Sandžaku te su inzistirali na teritorijalnoj cjelovitosti SR BiH. To je bio minimum zahtjeva muslimanske strane u pregovaranju. Radovan Karadžić je prihvatio pregovore, a kao minimum zahtjeva srpske strane istaknuo je zahtjev Srba da ostanu u jednoj državi, bez obzira na njezinu formu. Na srpskoj strani pregovarali su Nikola Koljević, Momčilo Krajišnik i Biljana Plavšić. Osnovna načela pregovora bila su da SR BiH ostane u Jugoslaviji, čime bi bio realiziran najvažniji cilj srpske politke, a da zadrži puni suverenitet, ostane u svojim granicama sa statusom države koja s ostalim članicama zajedničke države ima vanjsku politiku, vojsku, carine, novac i opću gospodarsku politiku, dok bi u ostalim aspektima bila samostalna. Muslimanski pregovarači su obećali izvještavati Izetbegovića i Stjepana Kljujića, no potonjeg samo u potrebnoj mjeri, a srpska Slobodana Miloševića i rukovodstvo SDS-a o napredovanju pregovora.
U početku je u pregovorima sudjelovao Karadžić s ostalima, da bi dalje nastavili pregovarati Koljević i Krajišnik s Filipovićem i Zulfikarpašićem. Nakon kraćeg vremena pregovaranja, stranke su došle do nacrta sporazuma u kojem su izraženi elementi o kojima su se sporazumjeli. Stranke su se složile da SR BiH ostane u državnoj zajednici sa SR Srbijom i SR Crnom Gorom pod uvjetom da ima položaj potpuno ravnopravne i suverene države i da ostane u svojim granicama. Bilo je dogovoreno da unutar SR BiH ne će biti unutarnjih podjela. Vojska koja bi bila stacionirana u SR BiH bila bi sastavljena isključivo od njezinih državljana, a jedino njezin državljanin mogao je biti zapovjednik vojske. U zajedničkoj državi bi izaslanstva država članica imala veto u svim pitanjima koja bi se ticala opstanka i vitalnih nacionalnih ili državnih interesa. Muslimanska strana inzistirala je da nova državna zajednica bude savez država, a srpska je inzistirala na saveznoj državi, što je predstavljalo neslaganje između stranaka. Stranke su se nadale da će, nakon usuglašavanja, i Europska unija podržati pregovore. Nakon usuglašavanja, održan je plenarni sastanak pregovarača na kojem su sudjelovali Izetbegović i Karadžić. Čelnici predstavnika, Filipović i Koljević, iznijeli su usuglašene stavove i nerješeno pitanje budućeg uređenja državne zajednice (savez država ili savezna država). Izetbegović je zaključio da su pregovori bili uspješni i naložio je Filipoviću i Koljeviću da definiraju konačnu verziju teksta. Iako je Filipović upozorio Izetbegovića da nije riješeno pitanje uređenja buduće zajedničke države, Izetbegović je ocijenio da je to pitanje bilo marginalno.
Srpska strana je tražila da pregovarači odu u Beograd i da se održe razgovori s Miloševićem, iako ga je Koljević svakodnevno obavještavao o napredovanju pregovora. S Miloševićem su razgovarali Filipović i Zulfikarpašić. Konačno je i Milošević prihvatio rješenja pregovaranja i predložio da, pošto su u SR BiH većina muslimani, predsjednik države bude Izetbegović. Prihvatio je i da SR BiH bude jedinstvena vojna oblast, u čijoj će vojsci služiti isključivo njezini državljani, te je, zbog većinskog položaja Muslimana, predložio da zapovjednik vojske uvijek bude Musliman. Sporazum je konačno potpisan između Muhameda Filipovića i Radovana Karadžića 14. srpnja 1991., a prvi put je objavljen u Beogradu 1. kolovoza 1991.

## Sporazum
Sporazum Karadžić-Filipović imao je osam točaka, prvi put objavljenih u Beogradu 1. kolovoza 1991., a u BiH ih je prvi puta objavilo Oslobođenje dan poslije.
1. Svjesni teškoća koje su naslijeđene i onih do kojih je doveo dosadašnji politički život poslije izbora, odlučili smo da se u duhu otvorenosti i uzajamnog poštovanja, založimo za ostvarenje povijesnih i političkih interesa naša dva naroda. Pri tome, ovo nije sporazum ni protiv koga, već za sve i kao takav biće otvoren svima koji podržavaju načelo zajedničkog života u slobodi i punoj ravnopravnosti.
2. Smatramo da osnovu takvog života čini međusobno priznavanje suverenosti pojedinih naroda i osiguranje punog teritorijalnog integriteta i političkog subjektiviteta naše Republike Bosne i Hercegovine i njezinog istovjetnog ustavno-pravnog položaja s ostalim republikama u zajedničkoj državi Jugoslaviji.
3. Po našem mišljenju Jugoslavija ima puno povijesno opravdanje kao zajednička država potpuno ravnopravnih republika i naroda, te ćemo se zalagati za održanje i razvoj takve zajednice.
4. Suglasni smo da Bosna i Hercegovina treba biti pravno-politički jedinstvena i demokratski uređena federalna jedinica, s pravnim ingerencijama na svakom dijelu svog teritorija, pod uvjetom da su savezni ustav i zakonodavstvo osnova pravnog sustava zemlje i garant ravnopravnosti građana, naroda i republika.
5. Izražavamo svoj interes da Hrvati u Bosni i Hercegovini žive s nama u punoj ravnopravnosti te ih pozivamo da pristupe ovom sporazumu. Bez obzira na položaj Republike Hrvatske u ili izvan Jugoslavije, Hrvati u BiH su potpuno ravnopravan narod.
6. Međusobni odnosi građana, naroda i republika u Jugoslaviji bit će uređeni u zajedničkom ustavu, uz korištenje europskih standarda.
7. Svjesni smo da ovaj Sporazum predstavlja tek političku i povijesnu osnovu za naš trajan i miran zajednički život. Međutim, ovakav politički dogovor otvara prostor za nalaženje najkonstruktivnijih i najracionalnijih rješenja na planu funkcioniranja saveznih odnosno zajedničkih tijela: monetarnog sustava, jedinstvenog tržišta, jedinstvenih oružanih snaga, kao i vanjskih poslova.
8. Isto tako, smatramo da je optimalna jugoslavenska zajednica ona koja obuhvaća svih šest republika i sve narode koji inicijalno konstituiraju takvu zajednicu. Svako istupanje iz takve zajednice, onih naroda i republika koje to žele, podrazumijeva postizanje sporazuma o tome i pružanje garancije za realne interese svake od članica u odnosu na druge.